# Saint-Champ
Saint-Champ ist eine Ortschaft und eine ehemalige französische Gemeinde mit 147 Einwohnern (Stand 1. Januar 2018) im Département Ain in der Region Auvergne-Rhône-Alpes. Sie gehörte zum Arrondissement Belley und zum gleichnamigen Kanton. Die Bewohner nennen sich Sansolians.
Mit Wirkung vom 1. Januar 2019 wurden die ehemaligen Gemeinden Magnieu und Saint-Champ zur namensgleichen Commune nouvelle Magnieu zusammengeschlossen, in der die früheren Gemeinden den Status einer Commune déléguée haben. Der Verwaltungssitz befindet sich im Ort Magnieu.

## Lage
Sie liegt fünf Kilometer nordöstlich von Belley und grenzte im Nordwesten an Marignieu, im Nordosten an Pollieu, im Südosten an Cressin-Rochefort, im Süden an Massignieu-de-Rives und im Westen an Magnieu.

## Bevölkerungsentwicklung
| Jahr      | 1962 | 1968 | 1975 | 1982 | 1990 | 1999 | 2008 | 2018 |
| --------- | ---- | ---- | ---- | ---- | ---- | ---- | ---- | ---- |
| Einwohner | 131  | 110  | 98   | 127  | 143  | 132  | 138  | 147  |

|  |  |

## Weinbau
Im Gemeindegebiet von Saint-Champ gibt es Rebflächen, deren Weine als Vin du Bugey zugelassen sind.